# Лавров, Иван Григорьевич

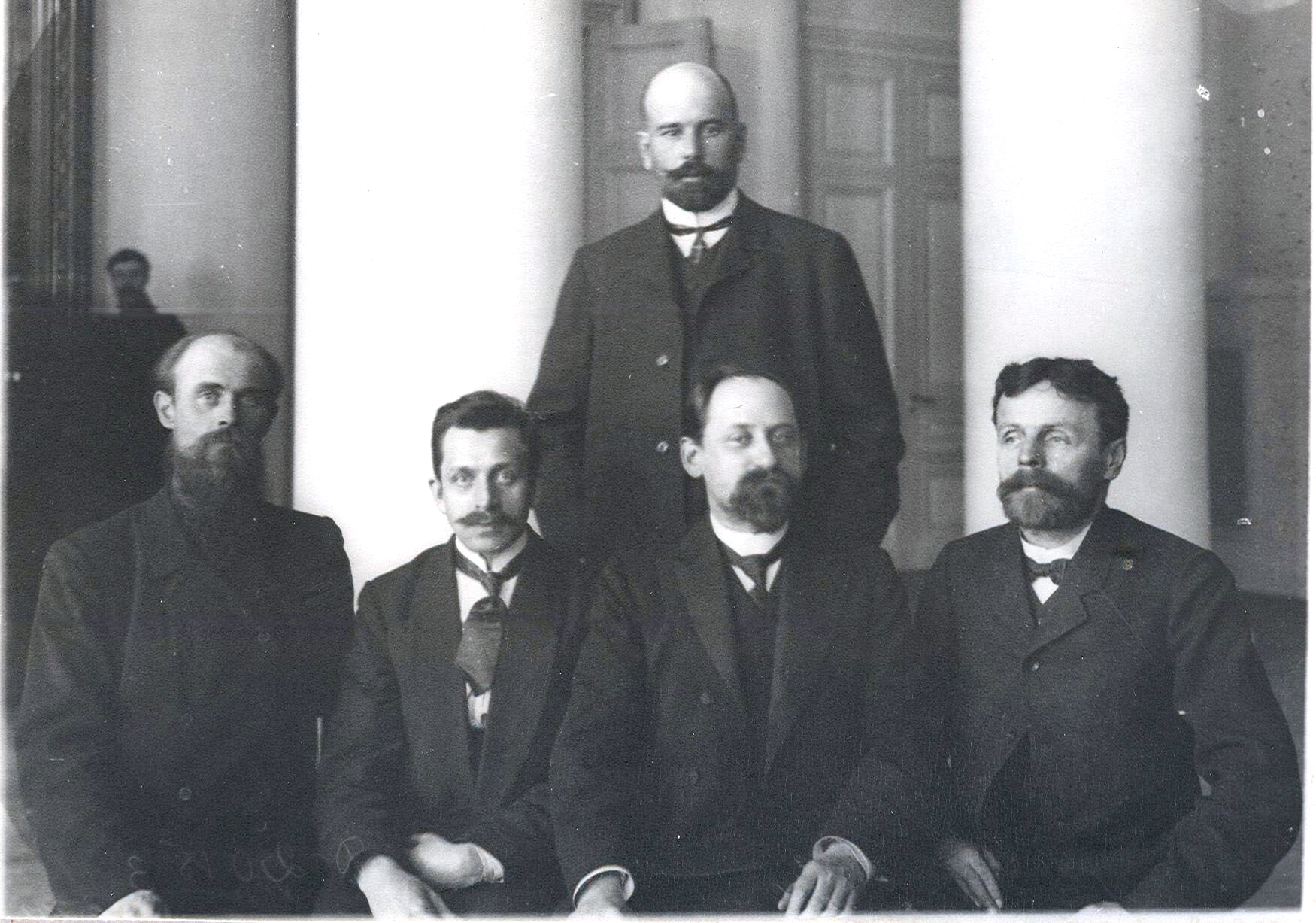
Депутаты II Государственной Думы от Ярославской губернии. Сидят: И. Г. Лавров, Д. П. Пуговишников, М. П. Бобин, В. Е. Ваулин; стоит: H. H. Тучков.

Иван Григорьевич Лавров (9 августа 1869 — ?) — крестьянин, депутат Государственной думы II созыва от Ярославской губернии.

## Биография
Родился в семье крестьянина Григория Сергеева Лаврова (1831—1889) и его жены Феоктисты Захаровой (1834—?), дочери крестьянина села Зверинца Захара Фёдорова. Отец Григорий Лавров скончался 5 сентября 1889 года в возрасте 57 лет «от злоупотребления спиртными напитками».
Крестьянин деревни Анциферовая (прихода села Поклон) Зверинцевской волости Ростовского уезда Ярославской губернии. Грамоте обучался у причта. 20 января 1892 года обвенчался с Анастасией Дмитревной Грудиной, 23-х лет, из деревни Соловьева Зверинцевской волости. Занимался земледелием на наделе площадью 8 десятин. Владел домом.
Некоторые современные источники указывают, что к моменту избрания в Думу был членом конституционно-демократической партии, однако документы сообщают, что вновь избранный депутат Лавров «желал бы сидеть между партиями Н<ародной> С<вободы> и октябристами», а источник времён 2-й Думы определяет политическую позицию И. Г. Лаврова как «прогрессист».
26 марта 1907 избран в Государственную думу II созыва от съезда уполномоченных от волостей Ярославской губернии. Член Конституционно-демократической фракции.
Дальнейшая судьба и дата смерти неизвестны.

## Семья
- Жена — Анастасия Дмитриевна урождённая Грудина (1868?—?)[4]
  - Дочь — Мария Ивановна Лаврова (1896—?)[4]
  - Дочь — Катерина Ивановна Лаврова
  - Дочь — Ольга Ивановна Лаврова
  - Сын — Николай Иванович Лавров
  - Сын — Василий Иванович Лавров
  - Дочь — Валентина Ивановна Лаврова (17.01.1907 — ?)
- Сестра — Любовь (1866—)[8]
- Брат — Павел (1871?—) по информации на 1897 год находился на военной службе[4].
- Брат — Василий (1877—1879)[9]

### Архивы
- Российский государственный исторический архив. Фонд 1278. Опись 1 (2-й созыв). Дело 322.